# Cormocephalus andinus
Cormocephalus andinus är en mångfotingart som först beskrevs av Kraepelin 1903.  Cormocephalus andinus ingår i släktet Cormocephalus och familjen Scolopendridae. Inga underarter finns listade i Catalogue of Life.